# Talgang (Kellerwald)
Der Talgang ist ein 566,1 m ü. NHN hoher Berg im Kellerwald im Landkreis Waldeck-Frankenberg, Hessen (Deutschland). Bekannt ist der Talgang bzw. sein Nordriedel Quernst als früherer Standort der Quernstkirche und heutigen Quernstkapelle sowie von dort als Fernsichtmöglichkeit.

## Geographie

### Lage
Der Talgang befindet sich im Westteil von Nordhessen im Südteil des Nationalparks Kellerwald-Edersee, dessen Gebiet nahezu Deckungsgleich mit den Ederhöhen ist. Er liegt zwischen dem Tal der Lorfe (Lorfebach), in dem sich hiesig Frankenau und Frankenau-Altenlotheim befinden, im Westen und jenem des Eder-Zuflusses Wesebach, in dem nahe dem Talgang Frebershausen (Ortsteil von Bad Wildungen) liegt, im Osten.
Der Nordausläufer des bewaldeten Talgangs ist der Quernst, an dem der kleine Quernstgrund entspringt, ein nach Südosten fließender Wesebach-Zufluss.

### Naturräumliche Zuordnung
Der Talgang gehört in der naturräumlichen Haupteinheitengruppe Westhessisches Bergland (Nr. 34) und in der Haupteinheit Kellerwald (344) zur Untereinheit Große Hardt (344.3). Die Landschaft leitet nach Osten in die Untereinheit Wildunger Bergland (344.2) über, nach Südosten in die Untereinheit Mittelkellerwald (344.1) und nach Südwesten bis Westen in den zur Untereinheit Niederkellerwald (344.5) zählenden Naturraum Frankenauer Flur (344.50).

## Bauwerke

### Quernstkirche
Auf einer unbewaldeten Hochfläche nördlich des Quernst befinden sich etwas nordöstlich eines auf 534,9 m Höhe gelegenen Wegabzweigs die Überreste der Quernstkirche.
Es wird vermutet, dass sich an der Stelle schon in vorchristlicher Zeit ein heidnisch-germanisches Heiligtum bzw. eine solche Kultstätte befand und dass hier später – vielleicht zu Anfang des 8. Jahrhunderts, aber noch vor Zeit der Christianisierung der Gegend des Kellerwalds – die einsame Quernstkirche als heidnisches Bauwerk errichtet wurde.
Selbst nach der Christianisierung huldigten die Menschen ihren heidnischen Heiligtümern. Nach und nach ließen die christlichen Missionare die heidnischen Kirchen und Tempel nicht restlos zerstören, sondern zumeist nur die einstigen Götterbilder und Symbole, worauf sie die Heiligtümer unter anderem durch das Errichten von Altären zu christlichen Kirchen umgestalten ließen. Bezüglich des Bergkirchleins geschah dies möglicherweise durch iro-schottische Missionare.

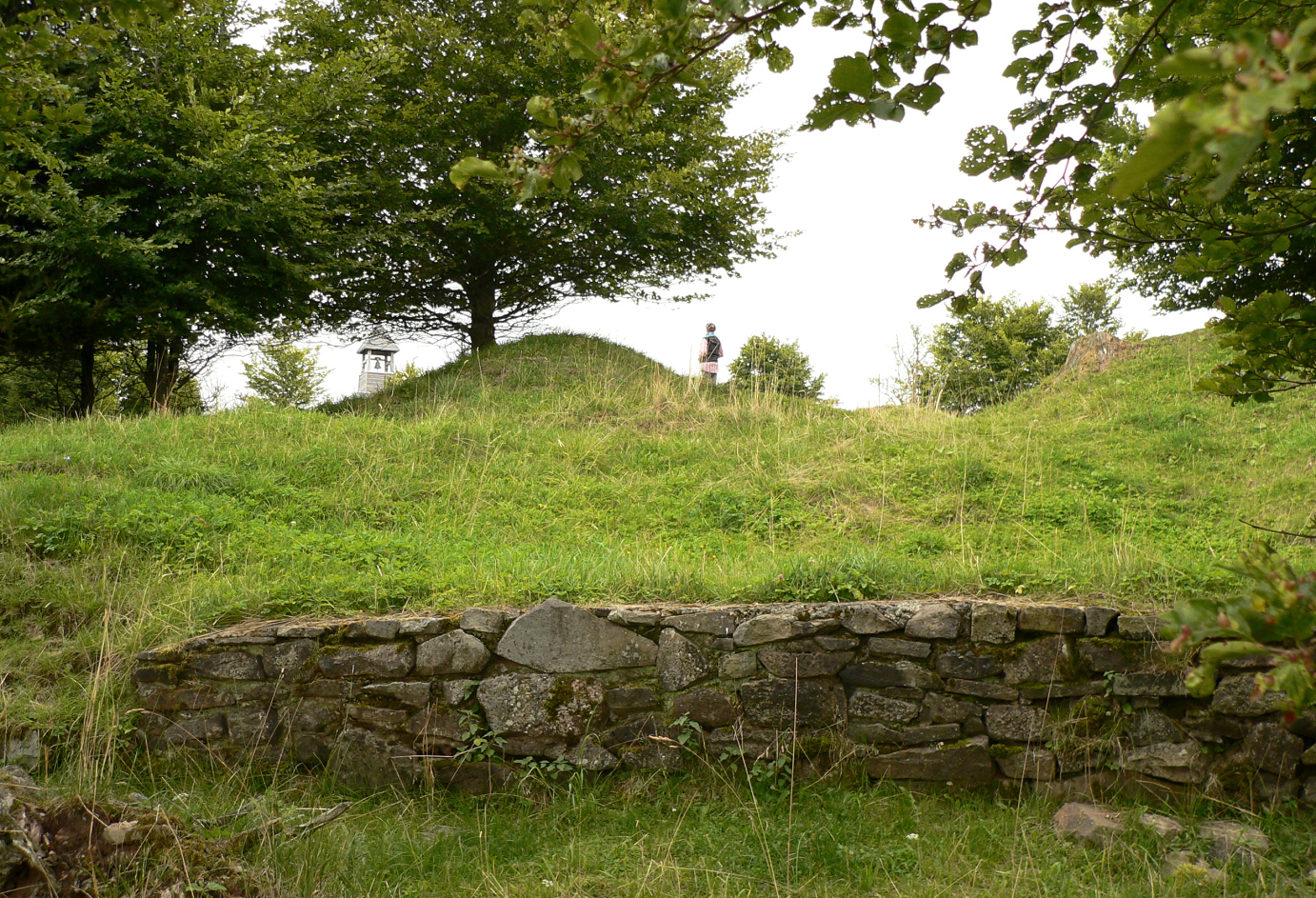
Mauerreste der Friedhofsmauer, im Hintergrund die Quernstkapelle

Die Quernstkirche war vermutlich Bischof Quirinus gewidmet. Seit Winfried Bonifatius, der ab 718 unter anderem in Hessen bzw. in der Gegend des Kellerwalds missionierte, soll die Kirche dem Papst unterstellt gewesen sein. Die erste urkundliche Erwähnung stammt jedoch erst aus dem Jahre 1230. Die Quernstkirche diente im Mittelalter als Wallfahrtskirche und bis ins 16. Jahrhundert als Gotteshaus mit ummauertem Friedhof für die Einwohner von Frankenau, Altenlotheim, Frebershausen, Asel, Bring- und Gellershausen. Alljährlich am 3. Mai, dem Fest der Kreuzauffindung (im Jahr 326), fand an dem Kirchengebäude ein Markt statt. Es wird vermutet, dass die Quernstkirche infolge der hiesigen Reformation (1527) aufgegeben wurde, wonach der Verfall einsetzte und der letzte Gottesdienst im Jahr 1570 stattfand. Schon 1590 wurde sie auf einer Karte als Ruine vermerkt, aber noch 1860 sollen die sechs Meter hohen Ruinen der beiden Kirchtürme gestanden haben.
Die Quernstkirche wurde vermutlich nicht vorsätzlich zerstört, sondern erst nach ihrem normalen Verfall nutzten die Bewohner der Gegend die Steine von Kirchengebäude und Friedhofsmauer als Material für andere Bauwerke. Heute sind nur noch Erdwälle und freigelegte Reste von Mauern zu erkennen.

### Heutige Quernstkapelle

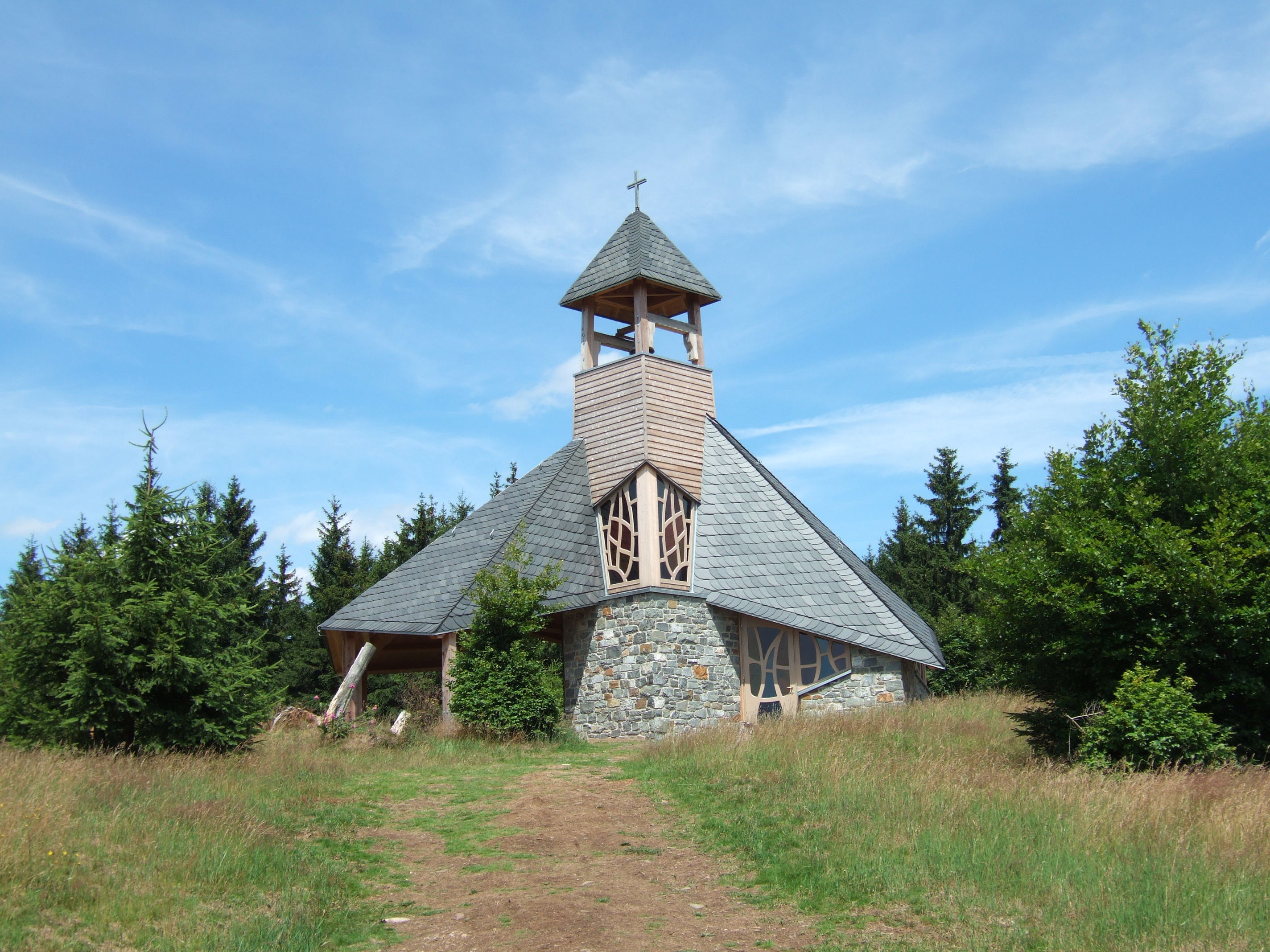
Quernstkapelle im Nationalpark Kellerwald-Edersee

Nachdem sich eine kirchlich interessierte Gruppe um die Errichtung einer Andachtsstätte auf der unbewaldeten Hochfläche, wo früher die Quernstkirche stand, bemüht hatte, wurde die „Quernstkapelle“ nahe der Ruinen des einstigen Kirchenbauwerks als eine neue Kapelle errichtet. Sie besteht aus Natursteinmauern mit Grauwacke und Holz. Sie wurde am 3. Dezember 2006 (1. Advent) mit kleinem Andachtsraum eingeweiht. Dieser ist zugleich ein Schutzraum für Wanderer.

## Pfaffenwald
Die Gegend an der einstigen Quernstkirche nennt sich Pfaffenwald, der Anfang des 20. Jahrhunderts flächendeckend mit Fichten aufgeforstet wurde. Der Orkan Vivian vernichtete die Waldflächen in der Nacht vom 25. auf 26. Januar 1990 fast vollständig. Die dadurch entstandenen Freiflächen wurden erneut mit Nadelbäumen aufgeforstet, wobei aufgrund von starkem Wildverbiss ein großer Teil der Freifläche vergraste.

## Aussichtsmöglichkeit
Nicht vom bewaldeten Talgang, aber von der waldlosen Hochfläche vor der Quernst blickt man nach Norden zur Waldecker Tafel, auf der sich Korbach befindet, im Westen ist das Rothaargebirge zu erkennen, das mit dem Langenberg bis 843,2 m hoch ist; ansonsten schaut man über den Kellerwald.

## Verkehrsanbindung und Wandern
Westlich vorbei am Talgang führt die Landesstraße 3085 (Altenlotheim–Frankenau) und südlich bis östlich die L 3332 (Frankenau–Frebershausen). Der Talgang und sein Nordausläufer Quernst sind vom Wandererparkplatz bei dem inzwischen neu gebauten Nationalpark-Informationszentrum „Kellerwalduhr“ auf kurzem Weg zu erreichen. Man erreicht beide auf dem „Quernstweg“ über eine auf der Hochfläche vor der Quernst gelegene Wegekreuzung (ca. 526 m). Über den Westhang des Berges führt der Kellerwaldsteig. Ein weiterer Wanderweg führt von Frebershausen über den Quernstgrund zur Quernst.